# 5-й военный округ (вермахт)
5-й военный округ (нем. Wehrkreis V) — единица военно-административного деления Вооруженных сил Германии во времена Веймарской республики и нацистской Германии.

## Командование

### Командующие

#### Рейхсвер
- Генерал пехоты Вальтер фон Бергманн (нем. Walter von Bergmann; 8 октября 1919 — 16 мая 1920);
- Генерал пехоты Вальтер Рейнхардт (Walther Reinhardt; 16 мая 1920 — 1 января 1925);
- Генерал пехоты Эрнст Хассе (Ernst Hasse; 1 января 1925 — 1 февраля 1927);
- Генерал пехоты Герман Рейнике (Hermann Reinicke; 1 февраля 1927 — 30 сентября 1929);
- Генерал пехоты Ганс, фрайхерр Сейттер фон Лотцен (Hans Freiherr Seutter von Lötzen; 1 октября 1929 — 1 декабря 1931);
- Генерал-лейтенант Курт Либманн (Curt Liebmann; 1 декабря 1931 — 1 августа 1934).

#### Вермахт
- Генерал пехоты Эрвин Освальд (нем. Erwin Oßwald) (1 сентября 1939 — 31 августа 1943);
- Генерал танковых войск Рудольф Вайель (нем. Rudolf Veiel) (31 августа 1943 — 20 июля 1944);
- Генерал артиллерии Максимилиан Фельцманн (нем. Maximilian Felzmann) (20 июля 1944 — 8 мая 1945).